# Рингвуд, Тед
Тед Рингвуд,  полное имя Альфред Эдвард Рингвуд (Alfred Edward «Ted» Ringwood; 19 апреля 1930, Мельбурн — 12 ноября 1993) — австралийский учёный.
Член АН Австралии (1966) и Лондонского королевского общества (1972), иностранный член Национальной академии наук США (1975), также отмечен многими другими научными отличиями — медалями и премиями, среди которых медаль Уильяма Боуи (1974), премия В. М. Гольдшмидта (1991), премия Фельтринелли (1991).
Теда Рингвуда называют самым известным в мире австралийским учёным в области наук о Земле.
В его честь назван минерал рингвудит.

## Биография
Занимаясь в Мельбурнском университете в 1948—1956 годах, получил там степени бакалавра наук с отличием BSc (Hons), магистра наук MSc и доктора философии PhD.
В 1957—1958 годах постдок в Гарварде под руководством Francis Birch (geophysicist).
Затем был принят John Conrad Jaeger на кафедру геофизики в Австралийском национальном университете, в котором с 1963 года профессор геохимии, а в 1967 году основатель Исследовательской школы наук о Земле, где он проработает почти 35 лет, также будучи её директором в 1978—1983 годах.
В 1969—1972 годах член Совета АН Австралии и в 1971—1972 годах её вице-президент.
Член Геологического общества Лондона (1967), Американского геофизического союза (1969), Meteoritical Society (1972), Геологического общества Америки (1974), Австралийской академии технологических наук и инженерии (1991). Почётный член Всесоюзного минералогического общества СССР (1975) и Mineralogical Society of Great Britain and Ireland (1983). Почётный иностранный член Европейского союза наук о Земле (1983).
Почётный доктор Гёттингенского университета (1987).
Опубликовал более 300 работ и две книги.

## Награды[5]
Отмечен тридцатью медалями и премиями.
- 1967 — Премия минералогического общества Америки
- 1969 — Clarke Memorial Lecture Королевского общества Нового Южного Уэльса
- 1969 — Австралийская научная медаль «Британники»
- 1971 — Inaugural Rosentiel Award, AAAS
- 1972 — Медаль Вернера Немецкого минералогического общества
- 1974 — Медаль Уильяма Боуи[англ.], Американский геофизический союз
- 1974 — Медаль Артура Л. Дэя Геологического общества Америки
- 1975 — Mueller Medal[англ.], Австрало-новозеландская ассоциация содействия науке
- 1976 — Премия столетия, Королевское химическое общество
- 1978 — Matthew Flinders Medal and Lecture[англ.], Австралийская АН
- 1983 — Бейкеровская лекция Лондонского королевского общества
- 1985 — Arthur Holmes Medal, Европейский союз наук о Земле
- 1988 — Медаль Волластона Геологического общества Лондона
- 1991 — Премия В. М. Гольдшмидта, высшее отличие Геохимического общества (Geochemical Society[англ.])
- 1991 — Премия Фельтринелли (международная), Национальная академия Италии
- 1992 — Clarke Medal[англ.] Королевского общества Нового Южного Уэльса
- 1993 — Harry H. Hess Medal[англ.], Американский геофизический союз
- 1993 — Jaeger Medal, Австралийская АН